# Програма Сократес
Програма Socrates була освітньою ініціативою Європейської комісії; Брала участь 31 країна. Початкова програма «Сократ» діяла з 1994 р. по 31 грудня 1999 р., коли 24 січня 2000 р. вона була замінена програмою «Сократ II», яка діяла до 2006 р. Вона, у свою чергу, була замінена програмою безперервного навчання на 2007-2013 рр. У програмі брали участь 25 країн Європейського Союзу, тодішні країни-кандидати Румунія та Болгарія; Ісландія, Ліхтенштейн, Норвегія та Туреччина. Програму названо на честь грецького філософа Сократа.

## Заявлені цілі:
- «Підсилити європейський вимір освіти на всіх рівнях»

- «Поліпшити знання європейських мов»

- «Сприяти співробітництву та мобільності в освіті»

- " Щоб заохочувати інновації в освіті "

- "Просувати рівні можливості у всіх секторах освіти"

## Головне завдання програми Socrates
Головне завдання у відповідь на виклики глобалізації полягає у створенні “Європи знань”: для сприяння навчанню протягом усього життя необхідно забезпечити доступ до освіти для кожної людини й допомогу в опануванні кваліфікації та навичок. У більш специфічних умовах програма Socrates спрямована на вивчення мов і заохочування мобільності та нововведень.

Програма Socrates пропагує європейську кооперацію у всіх галузях освіти. Ця кооперація набуває різних форм: мобільність (переміщення у межах Європи), організація об’єднаних проєктів, встановлення європейських мереж (поширення ідей і передової практики) ,проведення досліджень і порівняльного аналізу. На практиці програма Socrates пропонує гранти для навчання, викладання, проходження курсів у різних країнах. Програма забезпечує підтримку освітнім установам в організації навчальних проєктів і обміну досвідом.

## Фінансується Європейським Союзом мовні проєкти:
- У рамках програми Socrates, що фінансується Генеральними директоратами Європейського Союзу: Освіта та культура (DG EAC), Інформаційне товариство та ЗМІ (DG INFSO) та Бюро співробітництва EuropeAid (DG AIDCO), просування та вивчення мов є одним із головних пріоритетів. Нижче наводиться короткий список деяких проєктів, що фінансуються:

- ARGuing для багатомовної мотивації у Web 2.0. - ARGuing – це проєкт, який задовольняє дві потреби за рахунок використання гри в альтернативній реальності; по-перше, як подолати технологічний розрив між викладачами та їхніми учнями, а по-друге, як мотивувати учнів розуміти переваги вивчення мов на рівні, що впливає на їхнє особисте життя.

- Вивчення автономної мови Автономна мова У рамках проєкту Learning (ALL) створюються мовні курси змішаного навчання чотирма європейськими мовами (турецькою, румунською, болгарською та литовською).

- Проєкт ланцюгових історій Молоді студенти, які вивчають мову на першому курсі, може писати рідною мовою. Потім вони передають своє оповідання іншим школам (в інших країнах / іншими мовами) в рамках ланцюжка для завершення.

- Euromobil – це інтерактивна мультимедійна програма вивчення мов та інформації для дев'яти європейських цільових мов. Проєкт EUROMOBIL було запущено у 1999 році з метою підтримки мобільності студентів.

- іПроєкт Tool Project Tool для онлайн та офлайн вивчення мови (TOOL) створює мовні курси змішаного навчання п'ятьма європейськими мовами (голландська, естонська, угорська). , Мальтійська, словенська).